# 东峡镇
东峡镇，是中华人民共和国青海省西宁市大通回族土族自治县下辖的一个乡镇级行政单位。

## 行政区划
东峡镇下辖以下地区：
衙门庄社区、衙门庄村、南滩村、麻其村、克麻尔村、杏花庄村、仙米村、田家沟村、尔麻村、康乐村、老虎沟村、刘家庄村、多隆村和元墩子村。